# Aram (strip)
Aram (of Aram de geweldige of Aram van de eilanden) is een Nederlandse krantenstrip en tekststrip van de Toonder Studio's. Het is een fantasystrip over de avonturier Aram die rondreist in Italië aan het einde van de middeleeuwen. De strip zit vol mysterie en eeuwenoude beschavingen, geleid door sinistere magiërs. De strip werd bedacht door Waling Dijkstra en Piet Wijn en aanvankelijk getekend door Piet Wijn. Er zijn in 1956 en 1957 ook enkele delen getekend door Henk Alleman, waarvan twee verhalen werden geschreven door Dirk Huizinga. Het plot van 'De Ondergang van Ur' werd geschreven door Lo Hartog van Banda. De stripreeks Aram was de eerste van de magische avonturenstrips van Piet Wijn die zich afspelen in historische settings.

## Publicatie
Het eerste verhaal van Aram, Aram van de eilanden, werd in 1951 gepubliceerd in de laatste jaargang van Tom Poes Weekblad. Van 20 oktober 1952 tot en met 8 mei 1963 verscheen de strip in de Nieuwe Tilburgsche Courant. Er werden in totaal 39 verhalen gepubliceerd in regionale en internationale kranten, waaronder kranten in België, Frankrijk, Spanje en Scandinavië. Vanaf 1952 zijn een groot aantal verhalen uitgegeven in albums en pocketboekjes door verschillende uitgeverijen. 